# Krasznij Kut-i járás

A Krasznij Kut-i járás a Szaratovi területen

A Krasznij Kut-i járás (oroszul: Краснокутский район) Oroszország egyik járása a Szaratovi területen. Székhelye Krasznij Kut.

## Népesség
- 1989-ben 37 551 lakosa volt.
- 2002-ben 36 445 lakosa volt, melynek 13%-a kazah.
- 2010-ben 34 676 lakosa volt, melyből 24 659 orosz, 5 114 kazah, 1 017 ukrán, 659 tatár, 510 örmény, 443 koreai, 393 német, 289 kurd, 267 fehérorosz, 222 csecsen, 156 azeri, 75 mordvin, 66 üzbég, 54 ezid, 53 csuvas, 52 cigány stb.